# 月宿
月宿（げっしゅく）は、天球上の天の赤道付近（本来は月の通り道である白道）を、27ないし28のエリアに分割したもの。英語では lunar mansion(s) あるいは lunar station(s)、ドイツ語では Mondstation(en) という。いずれも「月の宿り」を意味するが、日本や中国では一般に星宿と呼んでいる。月宿は世界各地に見られる。

## 各地の月宿

### 中国
一般に二十八宿と呼ばれ、28宿からなる。英語圏では中国の月宿を sieu と呼んでいる。これは星宿の「宿」の中古拼音 siuh（現在の拼音では xiù）からきている。詳細は二十八宿を参照。

### インド
インドの月宿はナクシャトラ（nakshatra）と呼ばれる。こちらも
やはり28宿の体系だが、通例は第22宿アブジヒドを除いた27宿として使われる。詳細はナクシャトラ、二十七宿を参照。

### アラビア
アラビアにも月宿の体系があり　manzil（［マンジル］、詳しくは manāzil al-qamar ［マナージル・アル＝カマル］）といい、こちらも28宿である。

### シュメール
月宿の体系は古代メソポタミア（シュメール）にも存在したらしいことが判っている。これまで、メソポタミアでは黄道十二星座が最初に設定されたと信じられてきたが、史料の上からは全く確認されていない。紀元前6世紀頃に成立した星座表 「ムル・アピン」 では、古代メソポタミアではアヌの道の星座とそれより北にある星座、南にある星座と分類されていた。アヌの道とは天の赤道である。メソポタミアでは、このアヌの道に沿って30の星座が見られるが、これが月宿であると考えられている。

## 月宿の成立
月宿がどのように成立したのか、現在に至るも判っていないが、以下のような説が提出されている。
- 中国起原論 - 中国で成立してインド、アラビアへと西方に伝わったとする。
- インド起原論 - インドで成立して放射状に伝わったとする。
- バビロニア起原論 - 古代メソポタミア（バビロニア）で成立してインド、中国へと東方に伝わったとする。

また、起源をバビロニアとするが、そこから中国とインドへば別個に伝えられ、それぞれの地域で独自に体系化されたとするバビロニア起原 - インド・中国平行発展論もある。実際のところ、成立時期もよくわかっていない上に月宿の名称もごく一部を除いて関連性は見られず相互に関連は希薄である。

## 月宿の数
十二宮は太陽の運行に注目し、黄道帯を12等分したものである。これに対して、月宿は月の運行に注目して作られている。わかりやすいのは、ある満月から次の満月までの期間（朔望月≒29.53日）だが、月宿は月の恒星月（≒27.32日）から来ている。恒星月の日数の端数を切り捨てれば二十七宿、切り上げれば二十八宿となる。シュメールにおける30宿はさらに大雑把な概数だが、シュメールでは六十進法が使われていたことと関係があるのかもしれない。